# Mikael Juul Hvorslev
Mikael Juul Hvorslev (25. december 1895 på Allinggaard, Svostrup – 7. december 1989 i North Carolina) var en dansk civilingeniør med speciale i geoteknik, som tilbragte det meste af sit liv i udlandet.
Han blev student fra Viborg Katedralskole 1913 og dimitterede som ingeniør fra Polyteknisk Læreanstalt 1918. Dernæst arbejdede han som ingeniør ved opførelsen af jernbeton- og industribygninger i Frankrig og Danmark. 1921 til 1932 arbejdede Hvorslev på design og konstruktion af dæmninger, vandkraft-, og vandforsyningsprojekter i Californien, Washington, USA og Colombia, Sydamerika. Han blev amerikansk statsborger i 1929.
Han vendte tilbage til Europa, hvor han foretog geotekniske undersøgelser i Danmark og Østrig 1933-37, og modtog efter at have studeret geoteknik under Karl von Terzaghi den tekniske doktorgrad ved Universität Wien i 1936 på afhandlingen Über die Festigkeitseigenschaften gestörter bindiger Böden. Hvorslev vendte i 1937 tilbage til USA for at arbejde som forskningsstipendiat på Harvard, hvor han forskede i at få uforstyrrede prøver af jord. Året forinden havde han fortalt om sine undersøgelser ved den internationale kongres for geoteknik på Harvard.
Fra 1938 til 1946 arbejdede han i det geotekniske laboratorium på Harvard under ledelse af Karl von Terzaghi og Arthur Casagrande. Han blev rådgiver for US Army Engineers Waterways Experiment Station in Vicksburg, Mississippi, hvor han var involveret i talrige projekter lige fra Panama til Grønland. Han blev officielt pensioneret i 1965, men fortsatte konsulentarbejde indtil en alder af 80 i 1976.
I 1946 blev han tilbudt et professorat i havnebygning og bygningskonstruktion ved Danmarks Tekniske Højskole, men takkede nej. Han var dog korresponderende medlem af Akademiet for de Tekniske Videnskaber, af Dansk Ingeniørforening og af det danske geotekniske selskab.
I USA fik han også en række priser. 1969 den amerikanske hærs forskningspris, 1957 Walter L. Huber-prisen uddelt af American Society of Civil Engineers, som han i 1979 blev æresmedlem af. 1965 modtog han Terzaghi-prisen.